# Allotoma cornifrons
Allotoma cornifrons är en fjärilsart som beskrevs av Walter Karl Johann Roepke 1944. Allotoma cornifrons ingår i släktet Allotoma och familjen tofsspinnare. Inga underarter finns listade i Catalogue of Life.